# خويفيرة رائعة
خويفيرة رائعة (الاسم العلمي:Koeleria splendens) هي نوع من النباتات تتبع جنس الخويفيرة من الفصيلة النجيلية. تم وصف هذا النوع من النبات علمياً لأول مرة من قبل كارل إرنست أوتو كونتزه سنة 1898.